# PGO Scooters

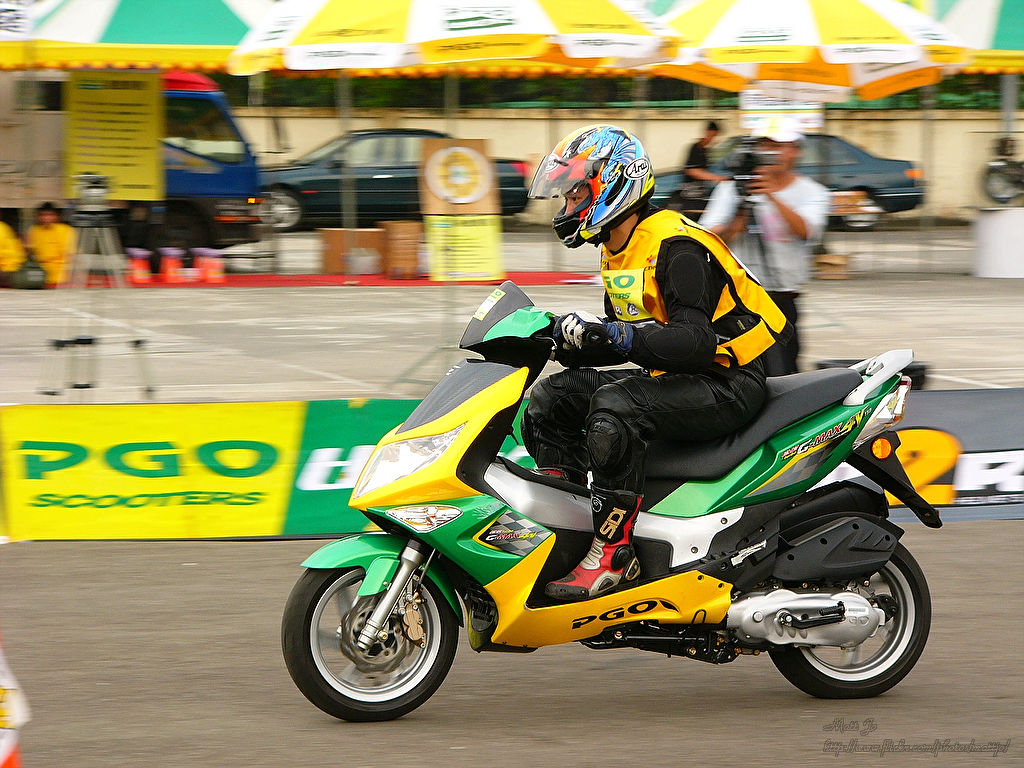
PGO G-MAX

PGO (chinesisch 摩特動力) ist eine Motorroller-Marke der Motive Power Industry (MPI) Co., Ltd. (chinesisch 摩特動力工業, Pinyin Mó Tè Dòng Lì Gōng Yè – „[Mote = Klang von Motor / Motive] Kraft Industrie“) aus Dacun, Landkreis Changhua, Republik China auf Taiwan.
Das Unternehmen wurde 1964 gegründet und startete 1972 die Lizenzproduktion für den bekannten italienischen Vespa-Hersteller Piaggio, wovon sich wohl die Abkürzung „P.G.O.“ ableitet.
Seit 1984 entwickelt und produziert man eigene Motorroller. Qualitativ sind diese Produkte im oberen Mittelfeld anzusiedeln. Motoren von 50 cm³ bis 150 cm³ sowohl als Zwei- und Viertakter sind verfügbar.
Zu den erfolgreichsten Zweirädern gehören das Modell BigMax sowie Star und T-Rex. Aktuelle Modelle sind der G-Star sowie Ligero, der das Modell Comet ablöst. 1992/1993 versuchte man sogar ein Motorrad herzustellen und entwickelte die PGO V2 1600cc. Ein Motorrad, welches über einen zwei Zylinder 4-Takt V-Motor und 1600 cm³ Hubraum verfügte sowie Kettenantrieb. Zwar baute und vertrieb man auch das Modell, jedoch blieb der Erfolg aus.
PGO ist eines der wenigen Unternehmen, das in eigener Fertigung Motoren herstellt, mitunter Nachbauten des italienischen Herstellers Minarelli. Seit 1996 steht hinter PGO die Taiwan Tea Company, eines der größten Unternehmen Taiwans.
PGO hat es mit den Jahren geschafft, sich aus dem Segment der Billigroller aus Fernost und Baumarktroller deutlich abzusetzen und erfreut sich besonders in Österreich größter Beliebtheit.

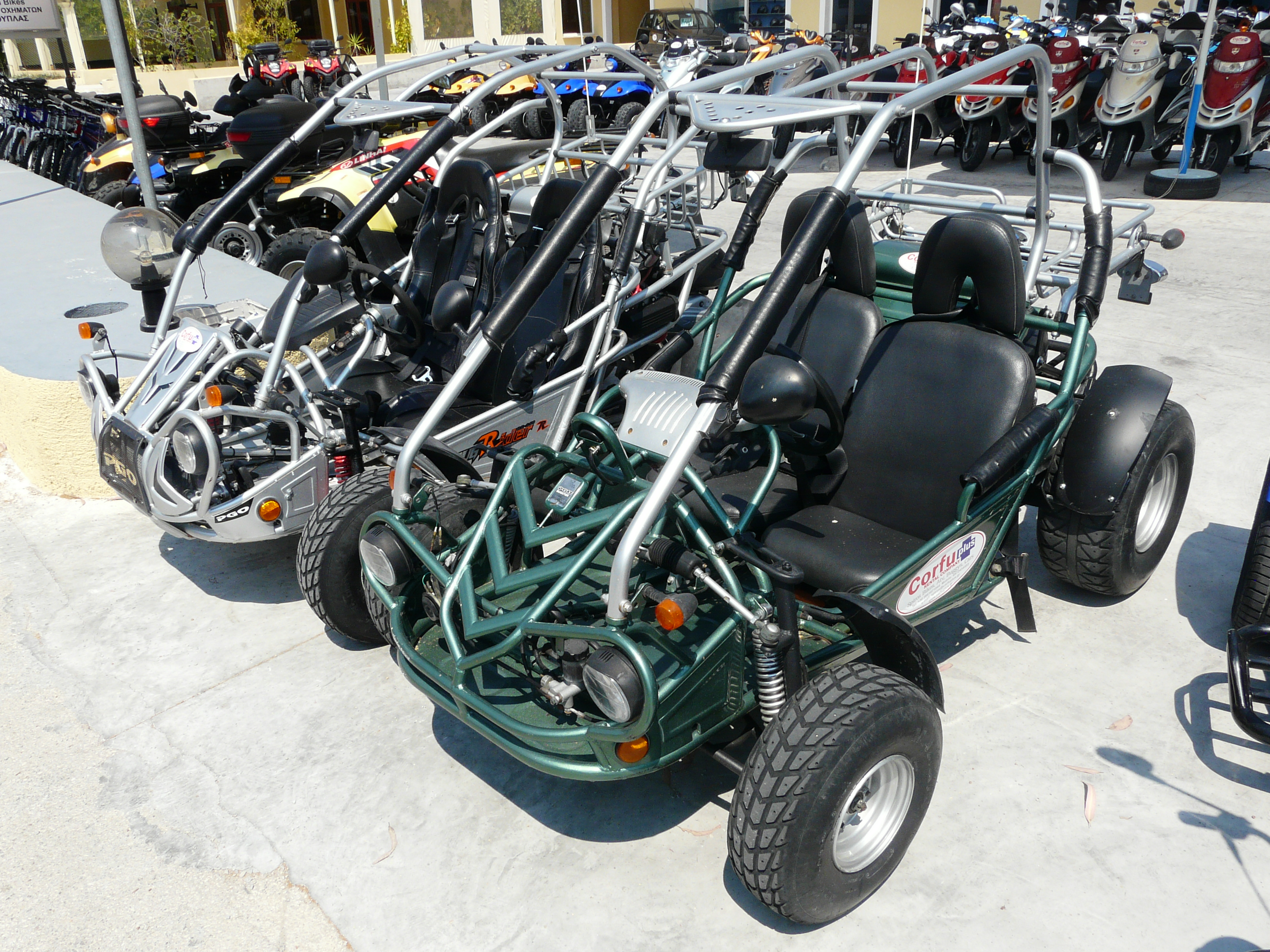
Ein Kartbuggy von PGO Scooters

Ferner werden von PGO Quads hergestellt, die X-Rider bezeichnet werden, ab  2005 wurden zusätzlich kleine Buggys bis 500 cm³ hergestellt. Diese Modelle werden bei PGO als Buxter und BugRider 250cc und „BugRacer 500cc“ geführt. Der 250er BugRider war als Einsitzer oder als Zweisitzer zu bekommen. Die Motoren im 250er und 500er sind von Kymco. Es handelt sich um Rollermotoren, an welche ein Rückwärtsganggetriebe angeflanscht wurde.